# Отворено првенство Вухана у тенису
Отворено првенство Вухана у тенису или Вухан Опен је тениски турнир који се одржава у кинеском граду Вухану. То је тениски турнир за жене и један од Премијер 5 категорије турнира на ВТА туру. Игра се на тврдој подлози. Први пут је организован 2014. године.
Вухан Опен се одржава крајем септембра или у првој седмици октобра месеца. Прва победница у појединачној конкуренцији била је Петра Квитова из Чешке.

## Протекла финала

### Појединачно
| Година | Победница       | Финалисткиња       | Резултат у финалу   |
| ------ | --------------- | ------------------ | ------------------- |
| 2014.  | Петра Квитова   | Јуџини Бушард      | 6–3, 6–4            |
| 2015.  | Венус Вилијамс  | Гарбиње Мугуруза   | 6–3, 3–0 предаја    |
| 2016.  | Петра Квитова   | Доминика Цибулкова | 6–1, 6–1            |
| 2017.  | Каролин Гарсија | Ешли Барти         | 6–7(3), 7–6(4), 6–2 |
| 2018.  | Арина Соболенко | Анет Контавејт     | 6–3, 6–3            |

### Парови
| Година | Победнице                           | Финалисткиње                               | Резултат у финалу   |
| ------ | ----------------------------------- | ------------------------------------------ | ------------------- |
| 2014.  | Мартина Хингис Флавија Пенета       | Кара Блек Каролин Гарсија                  | 6–4, 5–7, [12–10]   |
| 2015.  | Сања Мирза Мартина Хингис           | Ирина-Камелија Бегу Моника Никулеску       | 6–2, 6–3            |
| 2016.  | Бетани Матек Сандс Луција Шафаржова | Сања Мирза Барбора Стрицова                | 6–1, 6–4            |
| 2017.  | Џан Јунгжан Мартина Хингис          | Шуко Аојама Јан Чаосјуан                   | 7–6(5), 3–6, [10–4] |
| 2018.  | Елисе Мертенс Деми Схурс            | Андреа Сестини Хлавачкова Барбора Стрицова | 6–3, 6–3            |